# Cladonota robustulus
Cladonota robustulus är en insektsart som beskrevs av Fowler. Cladonota robustulus ingår i släktet Cladonota och familjen hornstritar. Inga underarter finns listade i Catalogue of Life.